# V1-lanceerbasis in Houthulst
In 2005 werd in de West-Vlaamse gemeente Houthulst een lanceerbasis voor V1-'s ontdekt. 
Deze lanceerbasis werd door de Russische krijgsgevangenen van het kamp in Langemark-Poelkapelle in het Vrijbos aangelegd, vlak bij het kasteel de Groote. Omdat de Duitsers hun lanceerbasissen in Normandië niet meer konden gebruiken na de landing van de geallieerden in juni 1944 weken ze naar België uit. Het verzet aarzelde om het bestaan van de basis te melden, bevreesd voor bombardementen. Toen ze dat toch deden, besloot men van de vernietiging af te zien omdat de Canadezen snel oprukten. 
Deze snelle opmars en de bevrijding van België in september 1944 verhinderden dat er vanuit Houthulst ook maar één raket werd gelanceerd. Na de oorlog gebruikten kinderen het lanceerplatform als glijbaan maar de constructie werd afgebroken en verkocht als schroot.
Ook in Torhout, Proven, Krombeke, Zillebeke, Brielen, Elverdinge werd een lanceerbasis aangelegd. Ook werden ze in maart 1945 gelanceerd vanaf het vliegveld Ypenburg bij Den Haag in Nederland.